# Jámy
Jámy (německy Jamny) jsou obec v okrese Žďár nad Sázavou v Kraji Vysočina. Jedná se o jednu z nejstarších obcí na Vysočině, jejich historie sahá až do roku 1252. Leží pod vrcholem Vejdochem (661 m n. m.) na jeho jižní straně. Nachází se asi 6 km jihovýchodně od Žďáru nad Sázavou. Katastr obce sousedí na severu se Žďárem a Veselíčkem, na východě se Slavkovicemi a Hlinným, na jihu s Obyčtovem a Sazomínem a na západě s Vatínem. Žije zde 659 obyvatel. Rozlohou katastru přesahuje 1242 ha, tím se řadí mezi největší obce Žďárska.

## Historie
První písemná zmínka o obci pochází z roku 1252. Jámy jsou podle dochovaných písemných pramenů jednou z nejstarších osad na Vysočině. Když v roce 1252 založil Boček z Obřan s tchyní Sibylou, manželkou Eufemií a švagrovou Eliškou po několika marných pokusech cisterciácký klášter jako filiálku kláštera v Nepomuku na samé hranici mezi Čechami a Moravou, dal mu do vínku řadu vesnic na celé Moravě. V blízkosti kláštera to však byly pouze vsi Žďár a Jámy a nekolonizovaný pohraniční prales, v něm byly teprve postupně zakládány další vesnice. Vedle Žďáru jsou tedy Jámy jedinou osadou dnešního Žďárska, která existovala již před vznikem kláštera.

### Rok 1407
Podle nejstaršího urbáře žďárského panství měly Jámy v roce 1407 31 gruntů. Srovnáním s ostatními prameny, lze počet obyvatel odhadnout na 217. Na rozdíl od Žďáru, kde převažují jména německá, jde převážně o jména česká. V Jámách byl poddanský mlýn a dva řemeslníci – kovář a švec, oba zároveň obhospodařovali menší usedlost.

### Pohusitská doba
V době husitských válek byl žďárský klášter zničen, pravděpodobně roku 1422, a Jámy přešly do rukou pánů z Velkého Meziříčí. To však pouze do roku 1436 kdy zemský komoří Jošt Hecht z Rosic pohnal Václava a Jiříka z Kravař že neprávem drží vesnice Žďárského kláštera, které byly vráceny žďárskému panství. V druhé polovině 15. století je v Jamách uváděn vrchnostenský dvůr.
Svobodný dvoulánový dvůr v Jamách je uveden pouze v urbáři z roku 1483, ve starších uváděn není a o jeho starších osudech prameny mlčí. Pravděpodobně šlo o majetek po prvním lokátorovi, zakladateli vesnice. Dosud není znám erb tohoto rodu, byla však u něho Kateřina z Jam (de Yam), později z Otradic manželka Jana Bidla z Olomučan.

### Novější historie
Do roku 1850 náležely Jámy ke žďárskému, původně klášternímu panství, pak k soudnímu okresu Město Žďár a politickému okresu Nové Město na Moravě, od roku 1949 ke správnímu okresu Žďár nad Sázavou. V letech 1980–1992 vykonával správu obce Městský národní výbor, případně Městský úřad ve Žďáru nad Sázavou a v Jamách byl pouze občanský výbor, neboť byly součástí Žďáru nad Sázavou, od roku 1992 jsou Jámy opět samostatnou obcí.

## Vesnice Vysočiny
Obec Jámy v roce 2012 obdržela ocenění v soutěži Vesnice Vysočiny, konkrétně získala ocenění diplom za příkladnou péči o historickou zástavbu. Obec Jámy v roce 2013 obdržela ocenění v soutěži Vesnice Vysočiny, konkrétně získala ocenění zlatá stuha, tj. vítěz, který postoupil do celostátního kola a obec se stala Vesnicí Vysočiny.

## Školství
- Mateřská škola Jámy

## Pamětihodnosti

### Fara
Fara čp. 71 je památkově chráněná budova, její stavba je kladena do poloviny 17. století, podle dostupných pramenů byla však postavena a těsně před rokem 1792 spolu s novostavbou kostela s nímž sousedí.

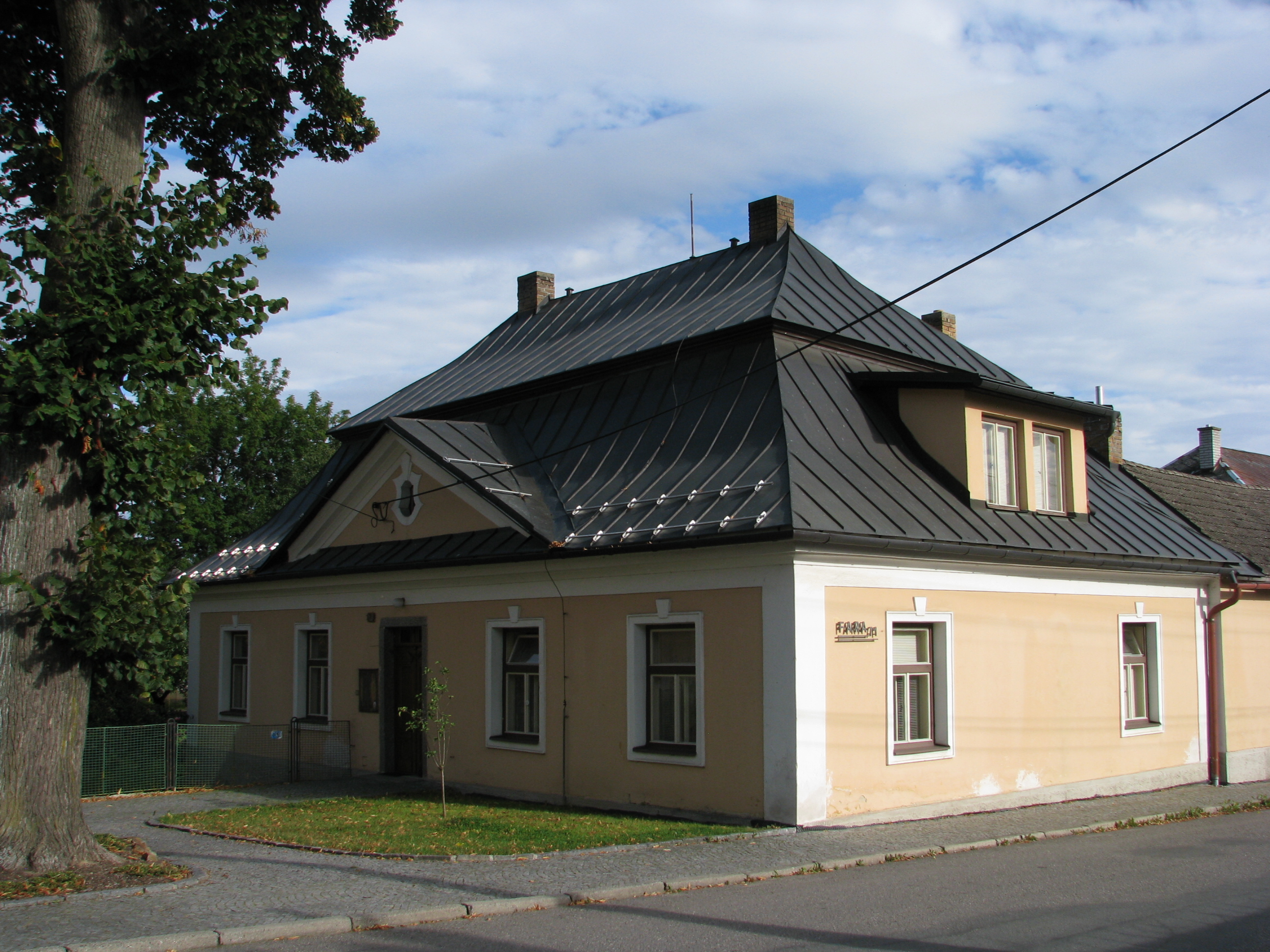

### Boží muka
Boží muka jsou evidovanou památkou z počátku 18. století. Jsou umístěna u polní cesty směrem od Hájku k lesu Šeredná. V roce 1962 je nechal farář Josef Hladký rozebrat s úmyslem postavit je u hřbitova. K tomu však nedošlo a památka byla v roce 1984 znovupostavena na původní místo. Boží muka tvoří čtyřhranný asi 2 m vysoký sloup završený kaplicí. Na její zadní straně je letopočet 1831, vpředu a po bocích stopy po vsazených kovových deskách, nahoře železný dvouramenný kříž.

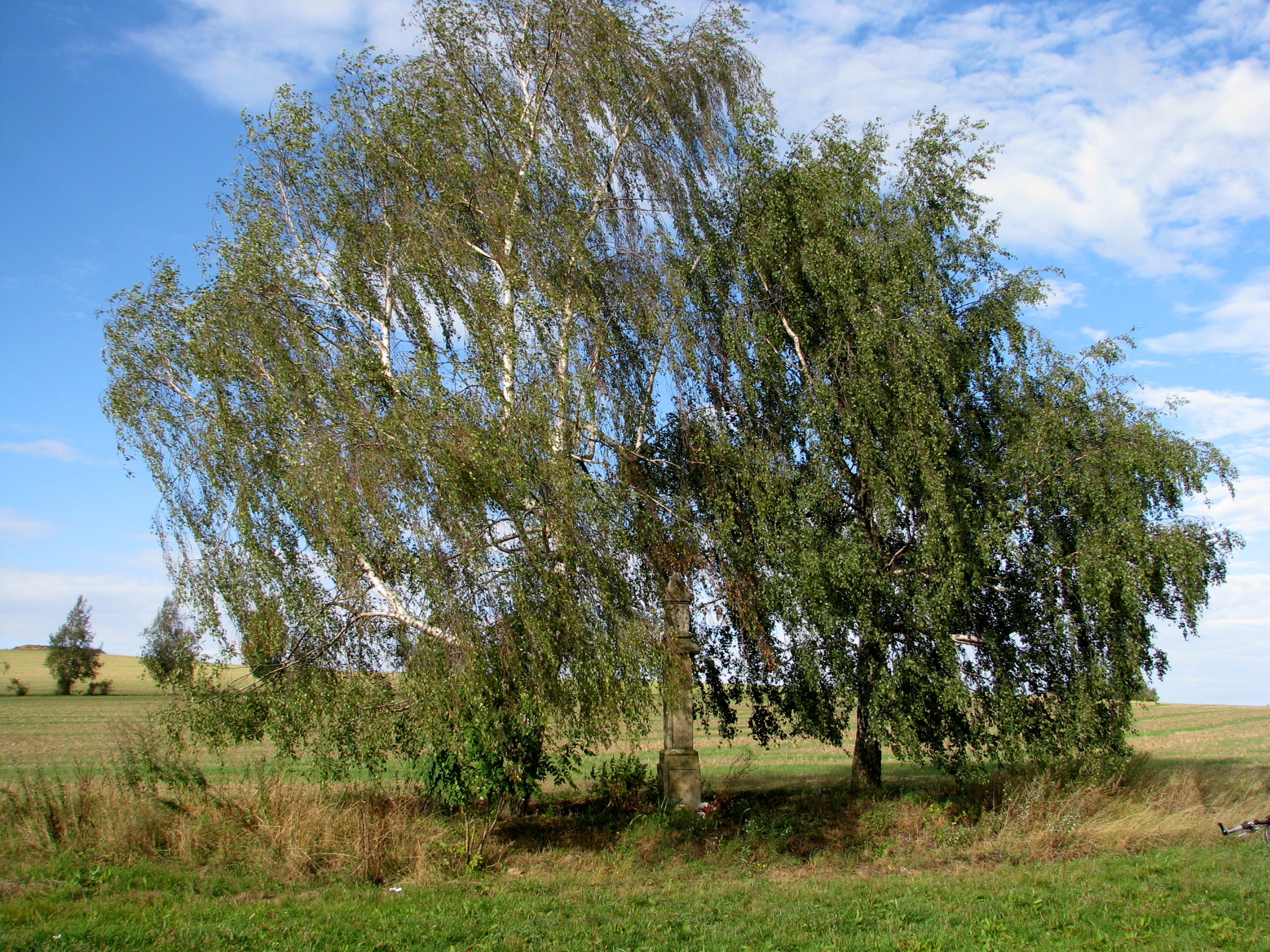
Boží muka
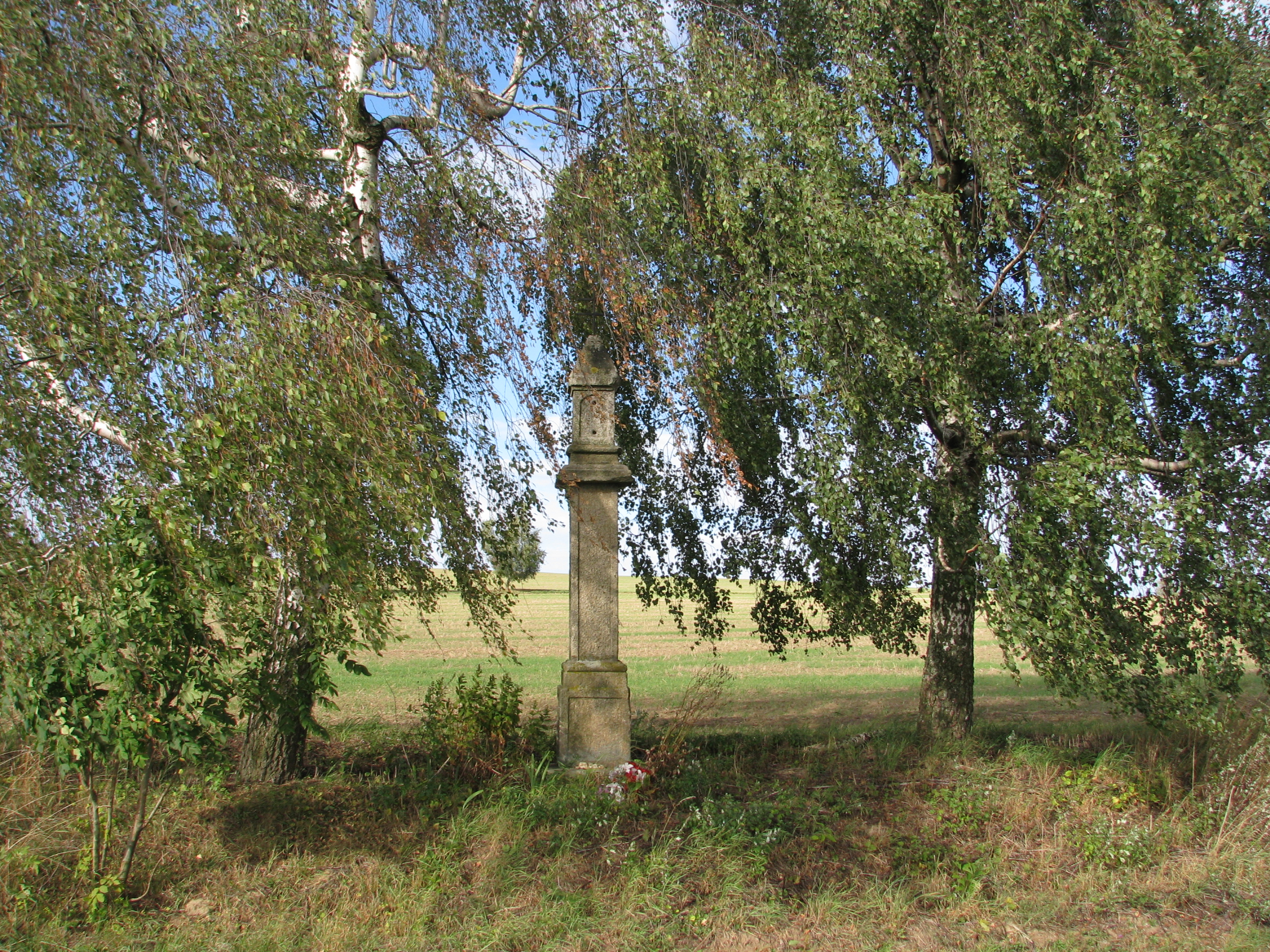
Boží muka – detail
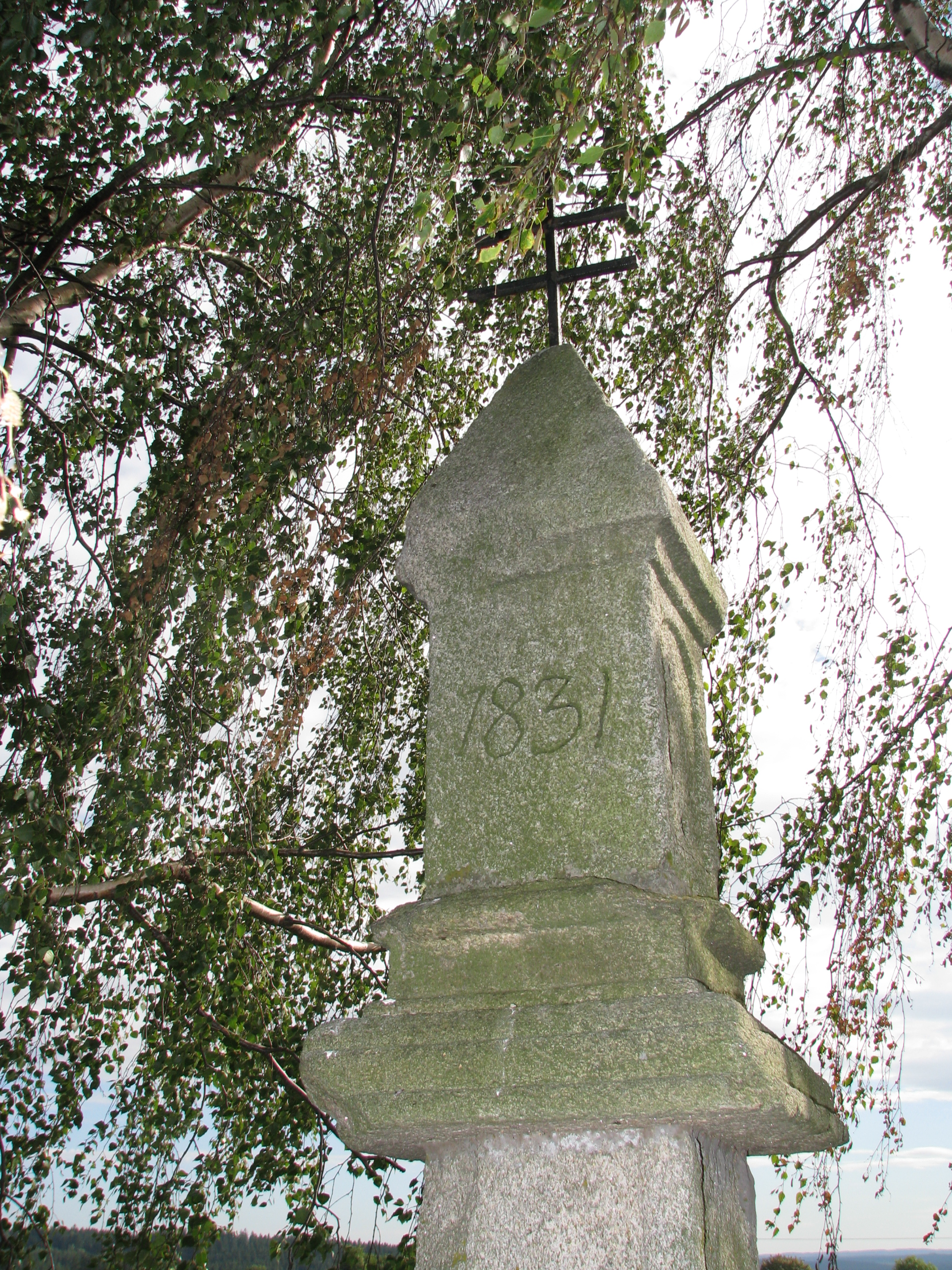
Boží muka – letopočet

### Kostel svatého Martina
První zprávy o kostele zasvěceném sv. Martinu jsou známé z roku 1672. Založila jej klášterní vrchnost. Jedná se o jednolodní stavbu 30 m dlouho, 10 m širokou a 17 m vysokou. Nad vchodem do kostela je přistavěna 22 m vysoká věž.V kněžišti je jeden oltář nad nímž je umístěn obraz patrona sv. Martina.

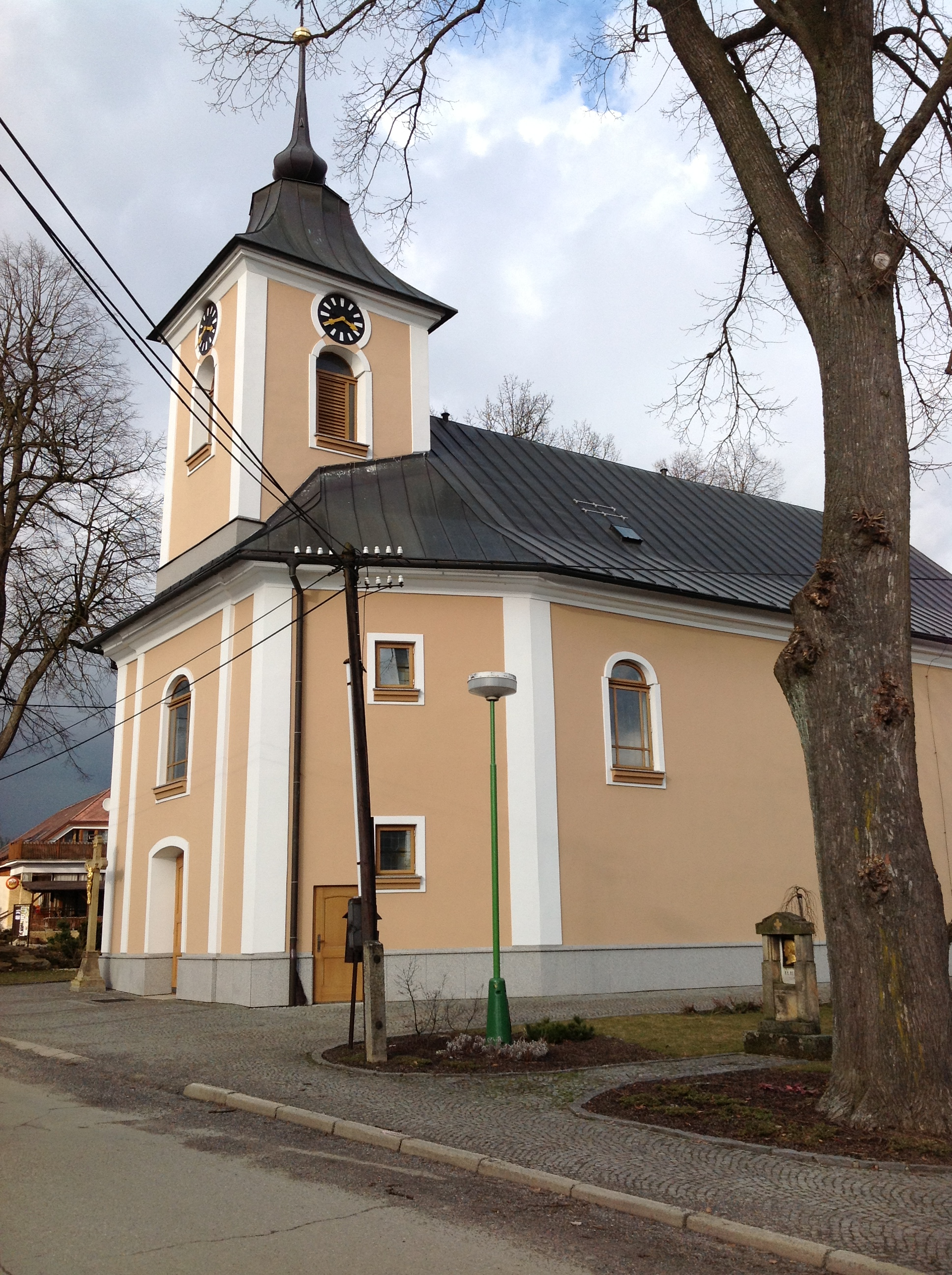
Kostel sv.Martina

### Památné stromy
- Lípa na Kříbu – Prastará památná lípa, evidovaná od roku 1995 jako památný strom, vévodí kopci Kříb.
- V zahradě rychty čp. 13 stál mohutný 180 let starý jilm. Obvod jeho kmene ve výši 1 m byl přes 3,5 m. V roce 1984 byl napaden houbovitou chorobou a musel být skácen.
- Na rozcestí silnic Jámy – Hodíškov – Hlinné stával mohutný 800 let starý buk, kterého vyvrátila vichřice v roce 1948.
- Ze starých lip u kostela, zasazených zde asi již v 17. století, zůstaly tři, další byly se souhlasem MNV skáceny v roce 1947.
- Jedna stará lípa je také před čp. 6.

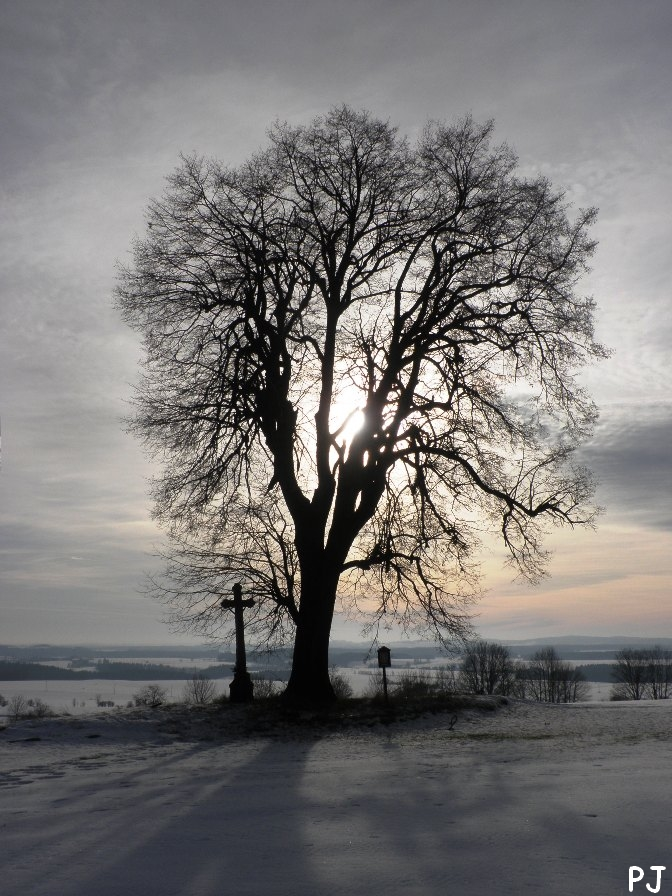
památná lípa na Kříbu
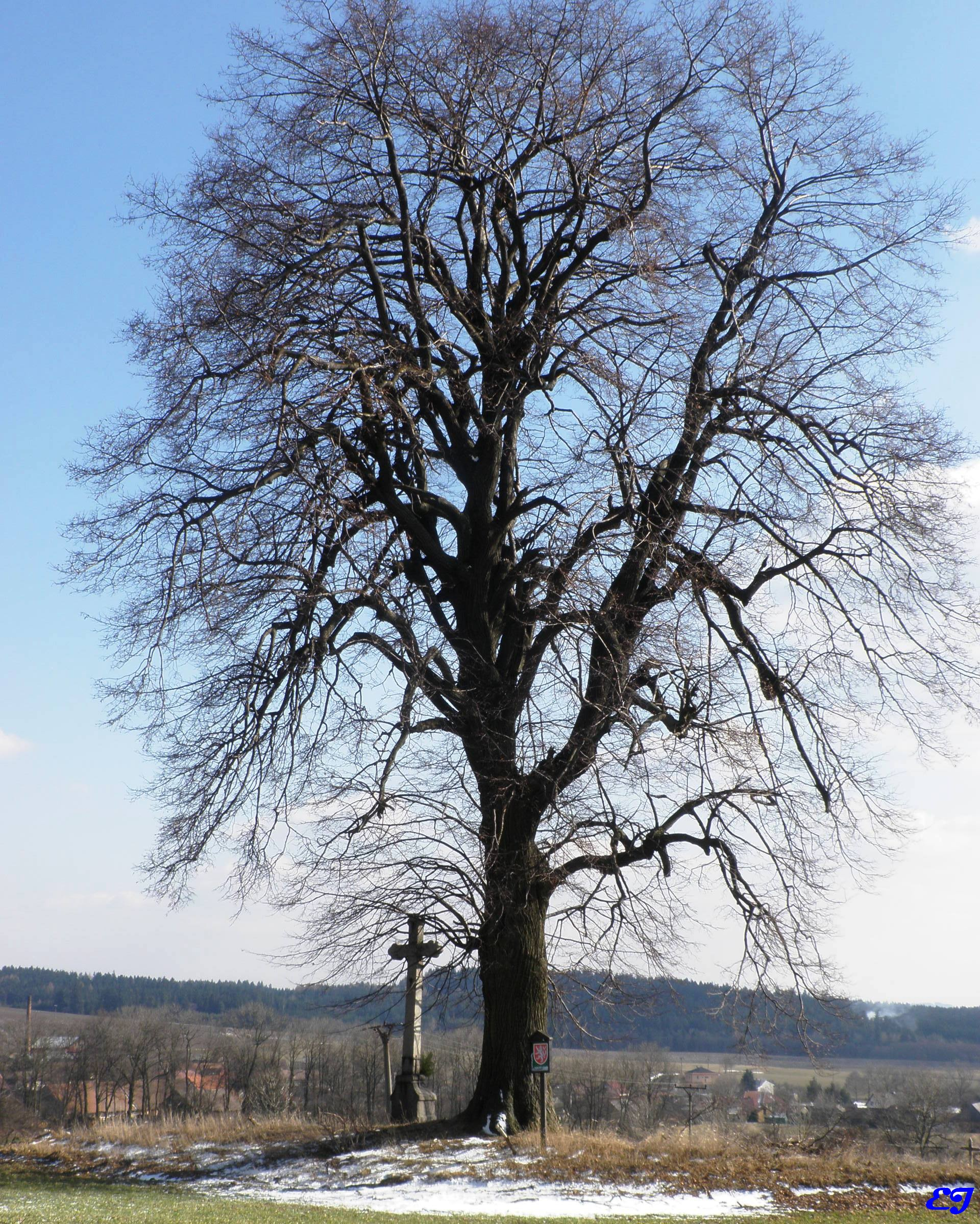
památná lípa na Kříbu

### Pomník obětem první světové války

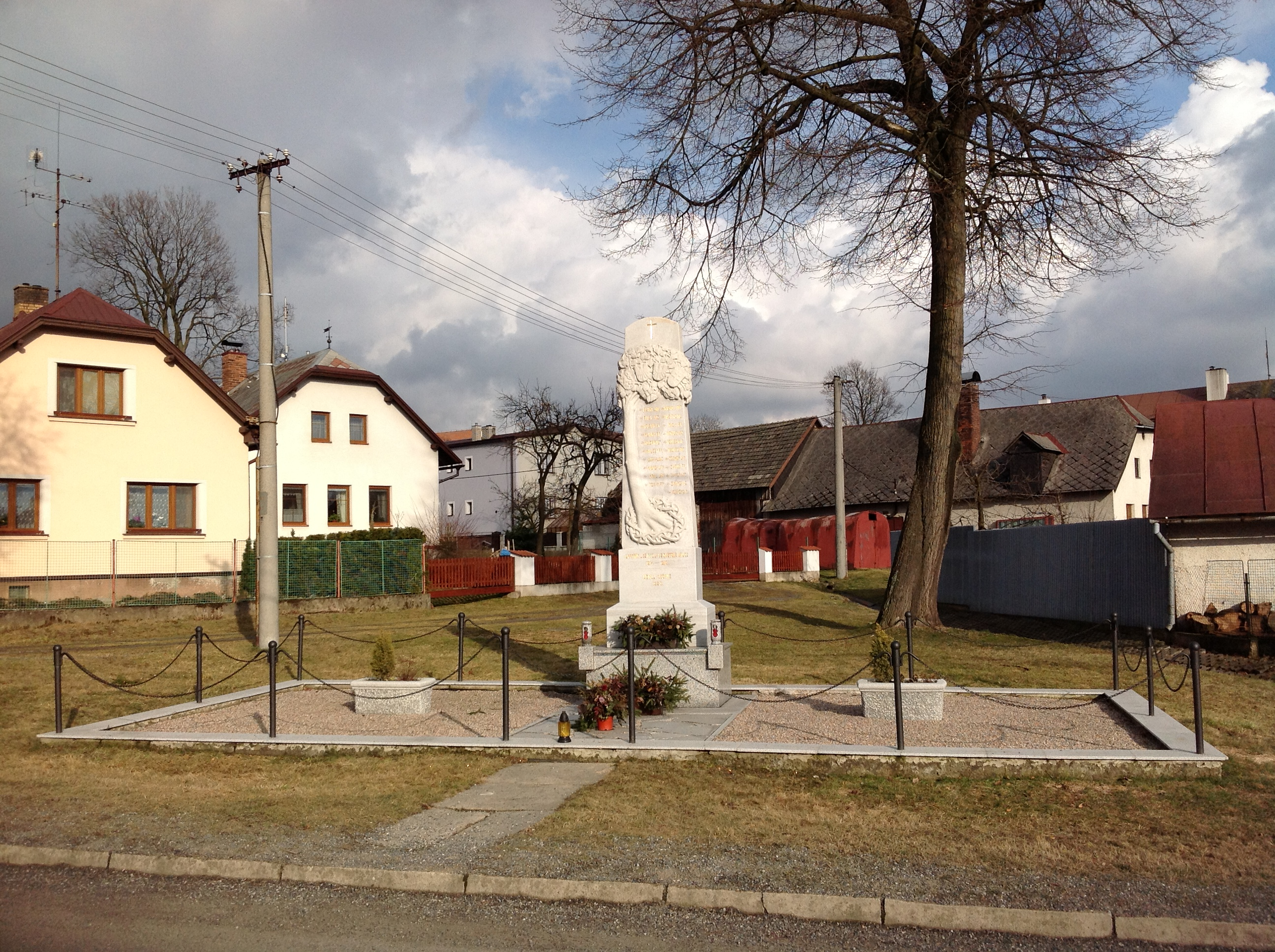
pomník obětem první světové války
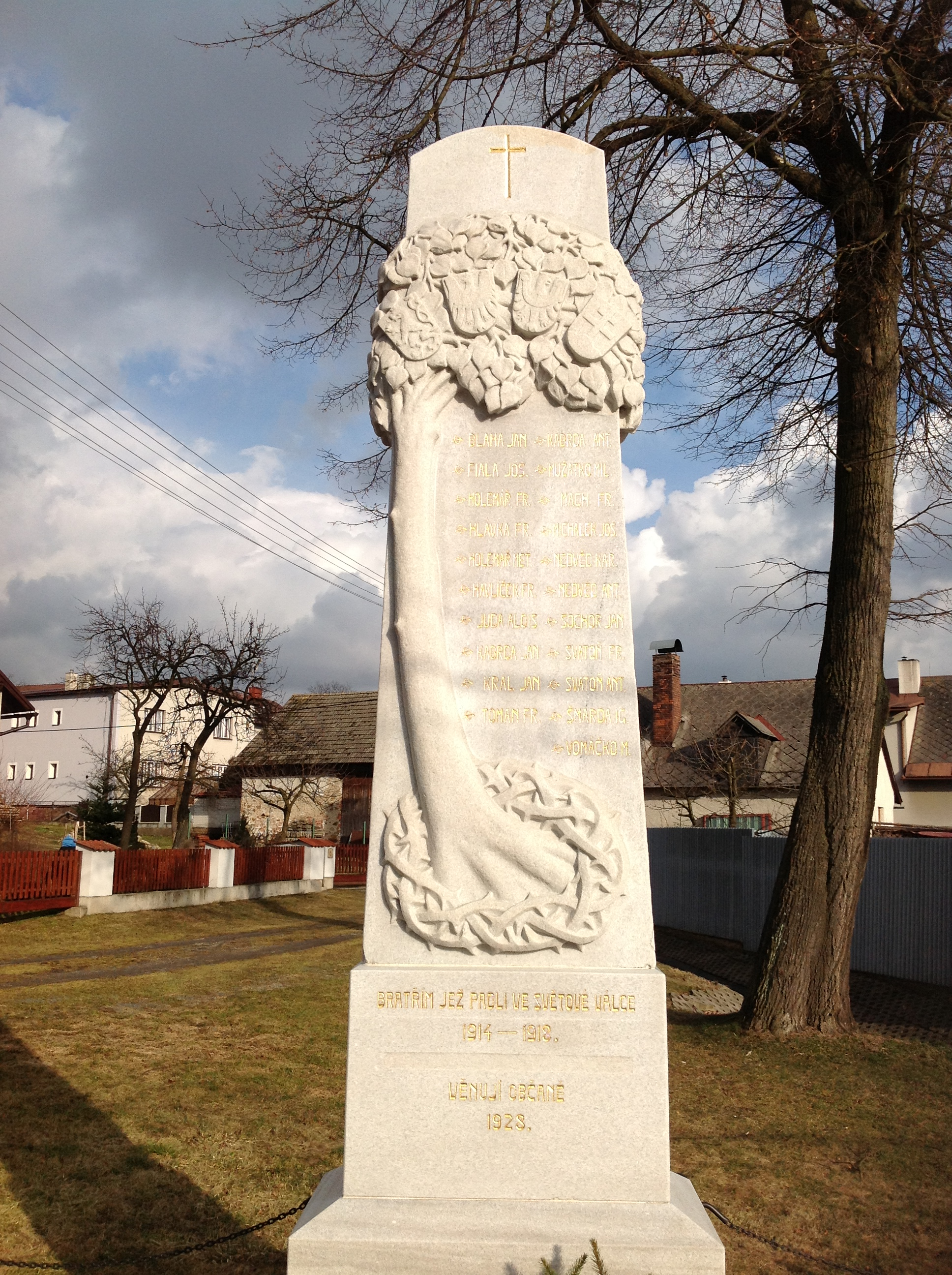
pomník obětem první světové války

## Hasiči

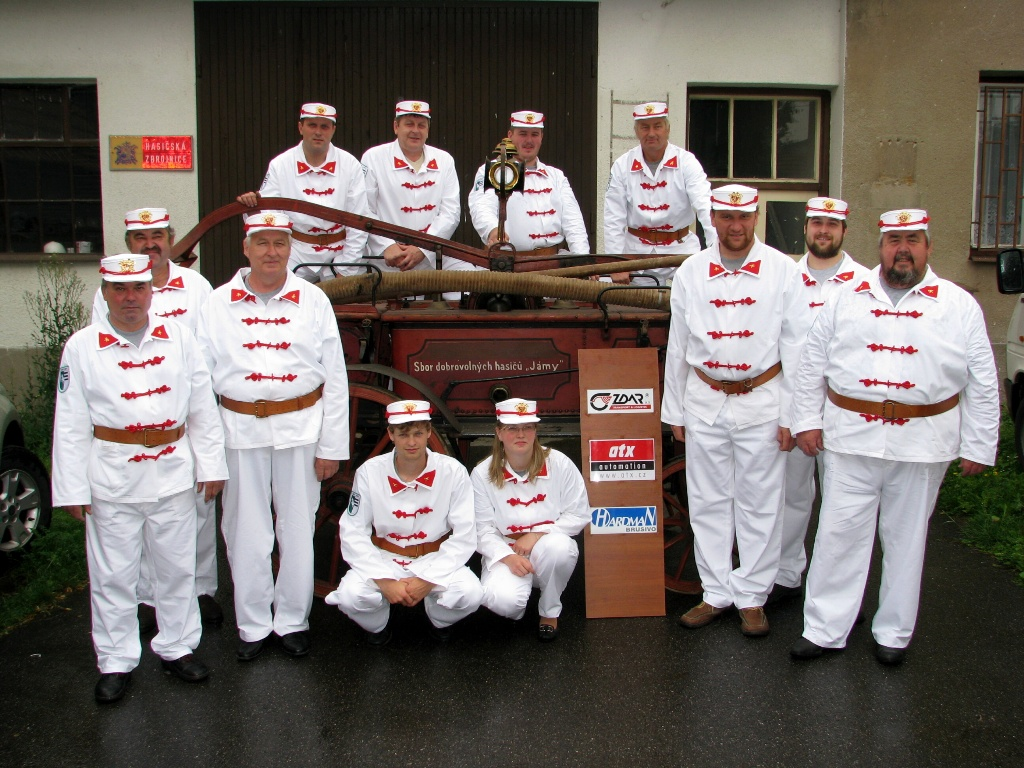
SDH Jámy – historická jednotka se stříkačkou

Sbor dobrovolných hasičů v Jamách vznikl po velkém požáru v roce 1888, který zcela zničil tři usedlosti a další značně poškodil. Hasičská jednota byla na popud faráře Václava Bezděka založena o rok později, v roce 1889.
Již od svého vzniku je hasičský sbor pořadatelem kulturních akcí v Jámách, pořádá plesy, taneční parkety a zúčastňuje se dalšího kulturního dění. V hasičském sboru pracují také děti a dorost. Obec sbor reprezentuje na okrskových, okresních i krajských soutěžích. Snaží se sestavit i družstvo žen. Samozřejmostí je zásahová jednotka.
Součástí sboru je též historická jednotka, která se může pyšnit 1. místem z mezinárodních závodů hasičských stříkaček tažených koňmi z roku 2009. Tato „koňka" je klenotem vybavení sboru, je původní, nijak upravovaná, přitom plně funkční.

## Vývoj počtu obyvatel
| Rok            | 1869 | 1880 | 1890 | 1900 | 1910 | 1921 | 1930 |
| Počet obyvatel | 696  | 687  | 675  | 696  | 669  | 662  | 678  |
| Rok            | 1950 | 1961 | 1970 | 1980 | 1991 | 2001 | 2011 |
| Počet obyvatel | 481  | 548  | 498  | 498  | 524  | 545  | 570  |